# قلعه دزک

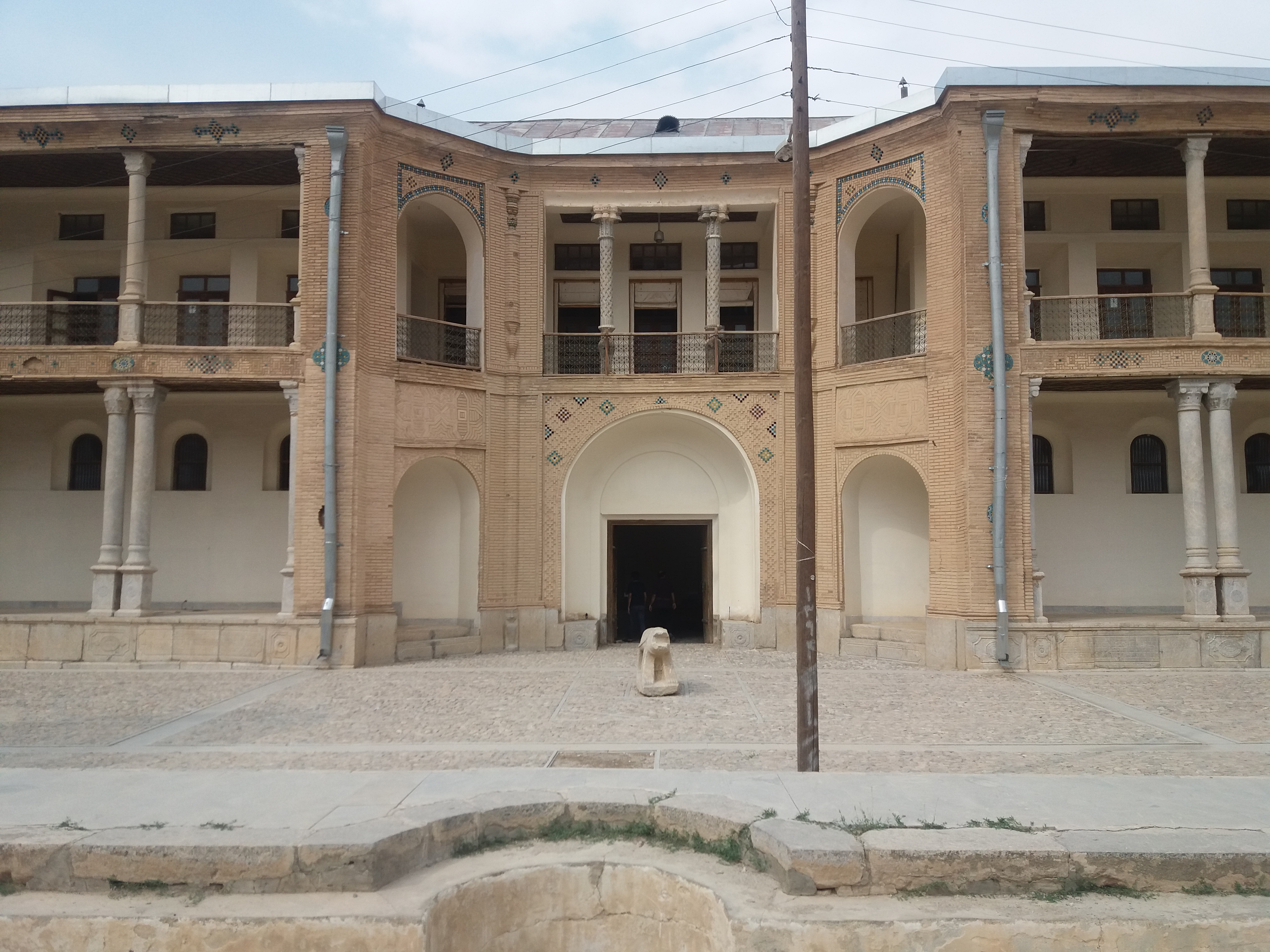
نمای بیرونی قلعه دزک

قلعه دِزَک، قلعه‌ای در روستای دزک است که در استان چهارمحال و بختیاری قرار دارد. این قلعه پناهگاه افراد مهمی همچون وحید دستگردی و علی اکبر دهخدا است که پس از استبداد صغیر جهت کناره‌گیری از سیاست به این قلعه پناه بردند. از جمله افراد معروفی که در این قلعه به دنیا آمدند، تیمور بختیار است ویرایش توسط علیرضایعقوبی سورکی.
این قلعه که در حال حاضر ۲۰/۵۰۷۶ مترمربع وسعت دارد در سال ۱۲۹۲ قمری به دستور امیر مفخم بختیاری بنا شد. قلعهٔ دزک در دوران حیات امیر مفخم به پسر بزرگ او، فتحعلی خان سردار معظم واگذار شد.
امروزه موزه پوشاک در طبقه دوم و موزه سنگ در حیاط کناری این مجموعه راه‌اندازی شده است. در بخش موزه سنگ، سنگ‌هایی از دوره صفویه تا قاجار به نمایش گذاشته شده است. همچنین در این موزه، تصاویری از نمونه‌های پوشاک بختیاری‌ها در قدیم نیز به نمایش گذاشته شده است.
این قلعه در حال حاضر در اختیار سازمان میراث فرهنگی و گردشگری می‌باشد و یکی از نقاط گردشگری استان چهارمحال و بختیاری محسوب می‌گردد. در این قلعه، تعدادی از فیلم‌های تاریخی ساخته شده است و هر ساله گروه‌های زیادی از این قلعه دیدن می‌نمایند.

## ساختار قلعه
این بنای تاریخی که شامل دو طبقه است، اگر چه در ابتدا به قصد یک قلعه با استحکامات نظامی ساخته شد، اما بعدها با تزییناتی که در آن صورت گرفت و طراحی که در داخل اتاق‌ها انجام شد، در داخل کاملاً شکل کاخ به خود گرفت؛ بنابراین به نوعی می‌توان آن را کاخ قلعه نامید. طبقه اول قلعه دارای یک هشتی ورودی در وسط است که از دو طرف به محوطه بزرگ قلعه منتهی می‌شود. در دو طرف هشتی چهار ایوان است که دو تا از ایوان‌ها رو به شمال و دوتای دیگر به طرف جنوب قرار گرفته‌اند. در ایوان‌های ورودی و شمالی طبقه اول، ستون‌های گچ‌بری شده‌ای دیده می‌شود، که با نقوش حصیری شکل، بر روی تیرهای چوبی ساخته شده‌اند.
طبقه دوم قلعه که از ایوان‌های شمالی دو طرف هشتی به آن وارد می‌شوند، ابتدا از راه‌پله‌ها وارد محوطه بزرگ به نام حوضخانه می‌شود. اتاق‌های طبقه دوم دارای دو ایوان مجزا از هم در شمال و سه ایوان متصل به هم سراسری در جنوب است که دو اتاق سه دری در ایوان‌های شمالی باز و دو اتاق سه دری قرینه در ایوان سراسری جنوب باز می‌شود و در وسط اتاق‌های سه دری جنوبی، سالن بزرگ پنج دری موسوم به دیوانخانه یا سفره‌خانه قرار دارد. اتاق آیینه در جوار آن قرار گرفته است. دو اتاقک به نام گوشواره در دو طرف اتاق آیینه است. بنای قلعه با توجه به آب و هوای منطقه، مشرف به بیشه‌های منتهی به کوهستان و به سمت قبله بنا شده است.

### تالار سفره خانه
تالار سفره‌خانه یکی از بخش‌های مهم قلعه است. سفره‌خانه دارای تزیینات گچ‌بری به‌خصوص رنگ اندازی و قاب کتیبه‌های تسمه‌دار است. سفره‌خانه یک تخته فرش پنجاه متری است، این فرش که گفته شده حدود نود سال قدمت داشت، از با ارزش‌ترین و ممتازترین فرش‌های بختیاری از نظر بافت و نقشه بوده است. حاشیه بالایی دیوارهای تالار و اطراف درهای اصلی و ورودی، دارای گچ‌بری‌های قالبی است. نقاشی‌هایی اسطوره‌ای از فرشته، شیر و شکار و فرهاد کوهکن با الهام از داستان‌های هفت پیکر نظامی در این تالار دیده می‌شود.
همچنین گچ‌بری‌ها نیز از گل و بوته در حاشیه‌های بزرگ و کوچک آن قرار دارد. تصویر زیر نشان‌دهنده گچ‌بری‌های بالای درهای سفره خانه است که از نزدیک گرفته شده است. نقاشی‌های شیر و فرشته و نقاشی‌های صحنه شکار روی گچ‌بری‌ها در تصویر زیر آمده است.
قسمت بالای تصویر زیر سر شیرها در نقاشی‌های گچ‌بری دیده می‌شود. معمولاً در فرهنگ بختیاری شیر به عنوان نماد قدرت مورد استفاده قرار می‌گیرد. در دو طرف سر شیرها نیز نقاشی‌هایی از فرشته‌ها دیده می‌شود که به نظر می‌رسد برگرفته از شیوه‌های نقاشی اروپایی است. در وسط تصویر نیز نقاشی‌های گل و بوته به صورت حاشیه‌بندی در قاب‌هایی در زیر نقاشی شیرها کشیده شده است. در قسمت زیر قاب‌ها نیز صحنه‌های شکار نقاشی شده است.
سقف بنا از چوب تشکیل شده و دارای در و پنجره‌های سیم کوبی است. درهای طاق‌ها برای هر ورودی به‌صورت تو در تو نصب شده و همه از نوع مفتول کش بر چوب گردو است. دستگیره‌های درها دو زبانه و دارای ظرافت خاصی هستند. بنا از لحاظ حجاری نیز قابل توجه است. سنگتراشی‌ها بیشتر در دیواره حوض آبگیر و آب‌نماها و سر فواره‌ها و سرستون‌ها و همچنین زیرستون‌ها قرار گرفته که گفته شده زیر نظر استاد پهلوان-سنگتراش معروف-انجام شده است.

### اتاق آیینه
در کنار سفره خانه اتاقی به نام آیینه وجود دارد که به آن تالار آیینه می‌گویند. اتاق آیینه درواقع یکی از هشت اتاق بازمانده اصیل از این نوع در منطقه است. این تالار از بخش‌های ممتاز و ویژه قلعه است. سقف و دیوارهای تالار به‌صورتی باشکوه با آیینه تزیین شده است. این اتاق به سبک اروپایی ساخته شده و به آیینه‌های قصرهای اروپایی شباهت دارند.
تالار آیینه دارای نقاشی‌هایی به صورت شیشه نقاشی است که نمای سه بعدی دارند. موضوع نقاشی‌ها عموماً تصاویری از سوارکاری، قصرها و ابنیه سلطنتی با طرح‌های اروپایی، گل و مرغ نمای و نمای خارجی خود بنا هستند. در اتاق آیینه عکس‌های برخی از خوانین بختیاری به صورت قاب‌شده نصب شده است. گفته شده که کار آینه‌کاری بنا از اساتید برجسته اصفهان نظیر استاد خواجویی بهره برده است. در دیوارهای شرق و غرب سفره خانه چهار عدد قاب آیینه طراحی شده که گویا در دوره‌های بعد به تالار اضافه شده‌اند.
در قسمت شمال این بنا ساختمان اندرونی وجود داشت که به‌طور کامل از بین رفته است. از مجموع چهار برج این بنا دو برج باقی مانده است. پی‌ها و دیوارهای اصلی بنا برای به حداقل رساندن تبادل حرارتی، کاملاً قطور ساخته شده و با پوششی از آجر در نمای بیرونی و اندود کاهگل، در نمای خارجی با لایه‌ای از گچ، سفیدکاری شده‌اند.
این بنا دارای چهار برج مخروطی‌شکل بدون کاربری نظامی است که دو برج قسمت جنوبی سالم و دو برج قسمت شمالی نیمه مخروبه و بیشتر برای القاء شکوه و ابهت ساخته شده و به عنوان انبار و زندان استفاده می‌شد. در این قلعه، در پوشش آجر خارجی با هنر «آجر چینی» و تلفیق آن با کاشی‌کاری‌های لعابی هندسی، نقش‌های زیبایی تشکیل شده است. تلفیق آجر کاشی با طرح‌های مختلف در کتیبه‌ها به‌کار رفته است. به این شکل دو کتیبه بزرگ و متقارن محله پاگرد راه‌پله‌های داخل محوطه دارای ارزش هنری بسیار است.
قرینه بنایی از قلعه که هم‌اکنون موجود است، در جنوب حیاط داخلی قسمت شاه‌نشین و نیز در جنب آن ابنیه‌های الحاقی دیگری وجود داشته که به دلیل عوامل تخریبی مختلف، به جز صفه و بخاری‌های تزئینی آن بنا چیزی باقی نمانده است. در میانه حیاط شمالی که درختان بسیاری دارد، حوض سنگی بزرگی، با طرح ایرانی چند ضلعی ساخته شده است. گفته شده آب این حوض از چشمه‌های موجود در ارتفاعات روستا تأمین می‌شده و به‌وسیله تنبوشه به حوض کوچکی در جلوی همین حیاط آورده و سپس به آب‌نمای اصلی حوض منتقل می‌شد. در میانه دیواره شمالی حیاط، مشرف به حوض بزرگ، کاشی‌های کوچک رنگی وجود دارد. این کاشی‌ها در کنار هم نقوش هندسی لوزی، مربع و بیضی را به وجود آورده‌اند. در وسط کاشی‌ها، کاشی آبی رنگی قرار دارد که بر روی آن نوشته شده سنه ۱۳۲۵ هجری قمری مبارک باد. گفته شده این تاریخ مربوط به اتمام تزیین بنا بوده و ممکن است به حوادث مشروطه مرتبط باشد.
امیرمفخم از مجموعه کتاب‌هایی که داشت کتابخانه‌ای در قلعه دزک ایجاد کرده بود. علی اکبر دهخدا در هنگام جنگ جهانی اول که تحت تعقیب قرار گرفته بود، مدتی را در شهرکرد و در قلعه دزک سپری کرد. وی حدود شش ماه در یکی از اتاق‌های طبقه دوم قلعه دزک موسوم به سه دری که در شمال غربی سر در قلعه قرار داشت و ایوان جلو آن مشرف به حیاط درونی قلعه بود، زندگی می‌کرد و اتاق کوچکی که بین اتاق آیینه و سه دری مذکور بنام گوشواره موجود بود، جهت استراحت و محل اثاثیه او در نظر گرفته شده بود. وی در نوشتن لغت‌نامه خود از کتابخانه امیرمفخم بهره برد.
علاوه بر دهخدا اندیشمندان، شعرا و فرهنگ دوستان و برخی مردان سیاست ایران در عصر معاصر نیز مدتی در قلعه دزک سپری کردند. از جمله می‌توان به فرخی یزدی اشاره کرد در قلعه، منظومه‌ای با نام سردار جنگ برای نصیر خان سرود. همچنین دکتر محمد مصدق در زمان کودتای سیاه، مدتی را در قلعه دزک سپری کرد. وحیدی دستگردی از آزادی‌خواهان و روزنامه‌نگاران آن عصر نیز مدتی را در قلعه دزک به سر برده است. همچنین عکسی در قلعه از ملک‌الشعرای بهار به همراه اهل ادب موجود است که نشان می‌دهد ملک‌الشعرای بهار آزادی‌خواه عصر نیز مدتی را در قلعه دزک مهمان امیرمفخم بوده است. علاوه بر حضور چهره‌های مهم ملی، نویسندگان و سفرنامه‌نویسان خارجی همچون بیشوپ، راولینسون و رنه دالمانی نیز در این قلعه حضور یافته‌اند.

### تزئینات و معماری
در این بنا انواع هنرهای تزئینی معماری قابل ملاحظه می‌باشد، که عموماً در طبقه اول بنا به کار برده شده است. در پوشش آجر خارجی سعی شده تا از هنر «آجر چینی» و تلفیق آن با کاشی کاری‌های لعابی هندسی، نقش‌های زیبای بیشتری حاصل آید.
جالب‌ترین و زیباترین قسمت‌ها در این بنا، تالار سفره خانه و اتاق آیینه هستند.
تالار سفره خانه، در گذشته به وسیلهٔ فرشی ۵۰ متری، مفروش می‌شده که در سال‌های بعد از انقلاب به دست بنیاد مستضعفان مصادره و اکنون از سرنوشت آن اطلاعی در دست نیست.
حاشیه بالایی دیوارهای این تالار و اطراف درهای اصلی و ورودی، با گچ بری‌های قالبی با نقش‌هایی اسطوره‌ای از فرشته، شیر و شکار و فرهاد کوهکن با الهام از داستان‌های هفت پیکر نظامی گنجوی آراسته شده است.
همچنین تصاویری از خوانین و بزرگان بختیاری، در اندازه‌های مختلف برای تکمیل تزئینات این قسمت به کار رفته است. در ایوان‌های ورودی و شمالی طبقه اول، ستون‌های گچبری شده‌ای دیده می‌شود، که با نقوش حصیری شکل، بر روی تیرهای چوبی آفریده شده‌اند.
اتاق آیینه که در حقیقت یکی از هشت اتاق بازمانده اصیل از این نوع در منطقه می‌باشد، در خور توجه است. این اتاق که دیوارها و سقف آن با آیینه تزئین شده، با تکنیک نقاشی پشت شیشه، شکوه بیشتری یافته است. نقاشی‌ها عموماً تصاویری از سوارکاری، قصرها و ابنیه سلطنتی با طرح‌های اروپایی، گل و مرغ نمای و نمای خارجی خود بنا هستند.
در دیوارهای شرق و غرب آن چهار عدد قاب آیینه طراحی شده، که مربوط به الحاقات سابق‌الذکر، در دهه‌های ۱۳۳۰ هجری شمسی به بعد، می‌باشد و به وسیلهٔ روشنایی برق در پشت آن، به عنوان شب چراغ مورد بهره‌برداری قرار می‌گرفته است.
از دیگر تزئینات بکار رفته در بنای یادشده، درهای چوبی آن می‌باشد، که به انواع ساده در طبقه همکف و معرق با مفتول نشانده، به صورت قاب و تنگه با ابزار زنی پیرامون قاب‌ها، در طبقه اول تقسیم می‌گردد.
از نظر کار هنری بر روی سنگ، این بنا برخلاف بسیاری قلاع خان‌نشین منطقه دارای تنوع نبوده و تنها به نصب ساده ستون‌های سنگی با کار مختصر بر روی آن‌ها و در نشیمن گاه‌ها و ورودی و ازاره‌های طبقه همکف بخش جنوبی و نیز قسمت صفه شمالی، به نقش‌های هندسی یا گل‌های ساده چند پر، اکتفا شده است.
در میانه حیاط شمالی پر درخت، حوض سنگی بزرگی، با طرح ایرانی چند ضلعی قرار دارد که آب آن قبلاً از چشمه‌های موجود در ارتفاعات جنوبی مشرف به روستا به وسیلهٔ تنبوشه به حوض نسبتاً کوچک در جلوی حیاط شمالی آورده شده و سپس بر اساس اختلاف سطح و نیروی ثقلی به تدریج به آب‌نمای حوض اصلی، در داخل حیاط که در چهار سوی خود صورتک‌های انسانی را داراست و از دهانشان آب، با فشار به بیرون ریخته می‌شود منتقل می‌شده است.
در میانه دیواره شمالی حیاط، مشرف به حوض بزرگ، کاشی‌های کوچک رنگی، برای ایجاد تنوع به چشم می‌خورد که در کنار هم نقوش هندسی لوزی، مربع و بیضی را به وجود آورده‌اند و در این میان کاشی آبی رنگی قرار داده شده که بر روی آن نوشته شده (سنه ۱۳۲۵ هجری قمری مبارک باد)
که گویا مربوط به اتمام طرح‌های تزییناتی داخلی بنا بوده و احتمالاً به وقایع سیاسی اجتماعی از جمله مسئله اعاده مشروطیت، بی ارتباط نمی‌باشد.

## رجال مشهور
رجال مشهوری که در این قلعه حضور داشته‌اند:
1. امیر مفخم بختیاری
2. تیمور بختیار
3. غلامحسین خان سردار محتشم
4. احمدرضا بختیار

۵.علی اکبر دهخدا ۱۲۵۸-(۱۳۳۴)
1. دکتر محمد مصدق
2. ملک الشعرای بهار
3. فرخی یزدی
4. وحید دستگردی